# سویینی تاد
سویینی تاد (به انگلیسی: Sweeney Todd) با نام قبلی بنجامین بارکر آرایشگر و قاتلی زنجیره‌ای در فیلم‌های ترسناک ازجمله موزیکال آرایشگر شیطانی خیابان فلیت به کارگردانی تیم برتون بود.